# Psylla fusca
Psylla fusca är en insektsart som först beskrevs av Zetterstedt 1828.  Psylla fusca ingår i släktet Psylla och familjen rundbladloppor. Arten är reproducerande i Sverige. Inga underarter finns listade i Catalogue of Life.